# Eleccions regionals de Friül-Venècia Júlia de 1988
Les eleccions per a renova el consell regional del Friül – Venècia Júlia se celebraren el 26 i 27 de juny de 1988. El cens electoral era d'1.041.324, i voteren 877.452 (no es consideraren vàlids 53.876), amb una participació del 82,4%.
| ← Eleccions regionals de Friül-Venècia Júlia, 1988 → |         |        |        |
| Partits                                              | vots    | (%)    | escons |
| Democràcia Cristiana Italiana (DC)                   | 306.208 | 37,2%  | 24     |
| Partit Socialista Italià (PSI)                       | 145.892 | 17,7%  | 12     |
| Partit Comunista Italià (PCI)                        | 144.668 | 17,5%  | 11     |
| Moviment Social Italià-Dreta Nacional (MSI-DN)       | 45.417  | 5,5%   | 3      |
| Partit Socialista Democràtic Italià (PSDI)           | 32.780  | 4,0%   | 2      |
| Partit Radical Italià (PR)                           | 32.475  | 4,0%   | 2      |
| Llista per Trieste (LpT)                             | 23.476  | 2,9%   | 2      |
| Partit Republicà Italià (PRI)                        | 21.264  | 2,6%   | 1      |
| Verds                                                | 17.571  | 2,1%   | 0      |
| Moviment Friül (MF)                                  | 14.144  | 1,7%   | 1      |
| Partit Liberal Italià (PLI)                          | 13.521  | 1,6%   | 1      |
| Democràcia Proletària (DP)                           | 11.019  | 1,3%   | 1      |
| Slovenska Skupnost - Unione Slovena (SSK-US)         | 8.678   | 1,1%   | 1      |
| Giustizia & Libertà                                  | 3.822   | 0,5%   | 0      |
| Moviment Independentista Triestí (MIT)               | 2.641   | 0,3%   | 0      |
| Total                                                |         | 100,00 | 62     |

Font: Annuario Grolier 1989